# Alexander von Hanstein
Maximilian Elisäus Alexander Freiherr von Hanstein, Graf von Pölzig und Beiersdorf (* 9. Juni 1804 in Burghaig, Ortsteil von Kulmbach; † 18. April 1884 in Schmölln) war Stiefvater von Prinz Albert von Sachsen-Coburg und Gotha und Großvater von Hans Poelzig.

## Leben
Alexander von Hanstein stammte aus dem Thüringer Adelsgeschlecht der von Hanstein und wuchs als Sohn des Freiherrn Friedrich von Hanstein (1749–1818) und dessen Frau Anna Maria Hausmann auf. 1818 übernahm er zusammen mit seinem älteren Bruder Ludwig vom verstorbenen Vater das Rittergut Einberg. 1824 war er Stallmeister des Herzogs Ernst I. von Sachsen-Coburg-Saalfeld. Seine Affaire mit der jungen Herzogin Luise von Sachsen-Gotha-Altenburg, der Frau der Herzogs Ernst, wurde Auslöser der Trennung des herzoglichen Ehepaars. Luise musste das Herzogtum – und ihre beiden kleinen Söhne – noch im Herbst 1824 verlassen und bekam dafür das Fürstentum Lichtenberg im heutigen Saarland als Wohnsitz zugeteilt. Alexander folgte ihr.
Nachdem am 11. Februar 1825 Herzog Friedrich IV. gestorben war, wurde Luise Alleinerbin des Hauses Sachsen-Gotha-Altenburg. In den anschließenden Erbauseinandersetzungen und Scheidungsverhandlungen wurde geregelt, dass sie auf ihre Ansprüche auf Sachsen-Gotha-Altenburg verzichtete, ausgenommen ein Schloss in Altenburg. Die Scheidung von Herzog Ernst erfolgte am 31. März 1826.

Schloss Pölzig um 1840, nach 1948 abgebrochen

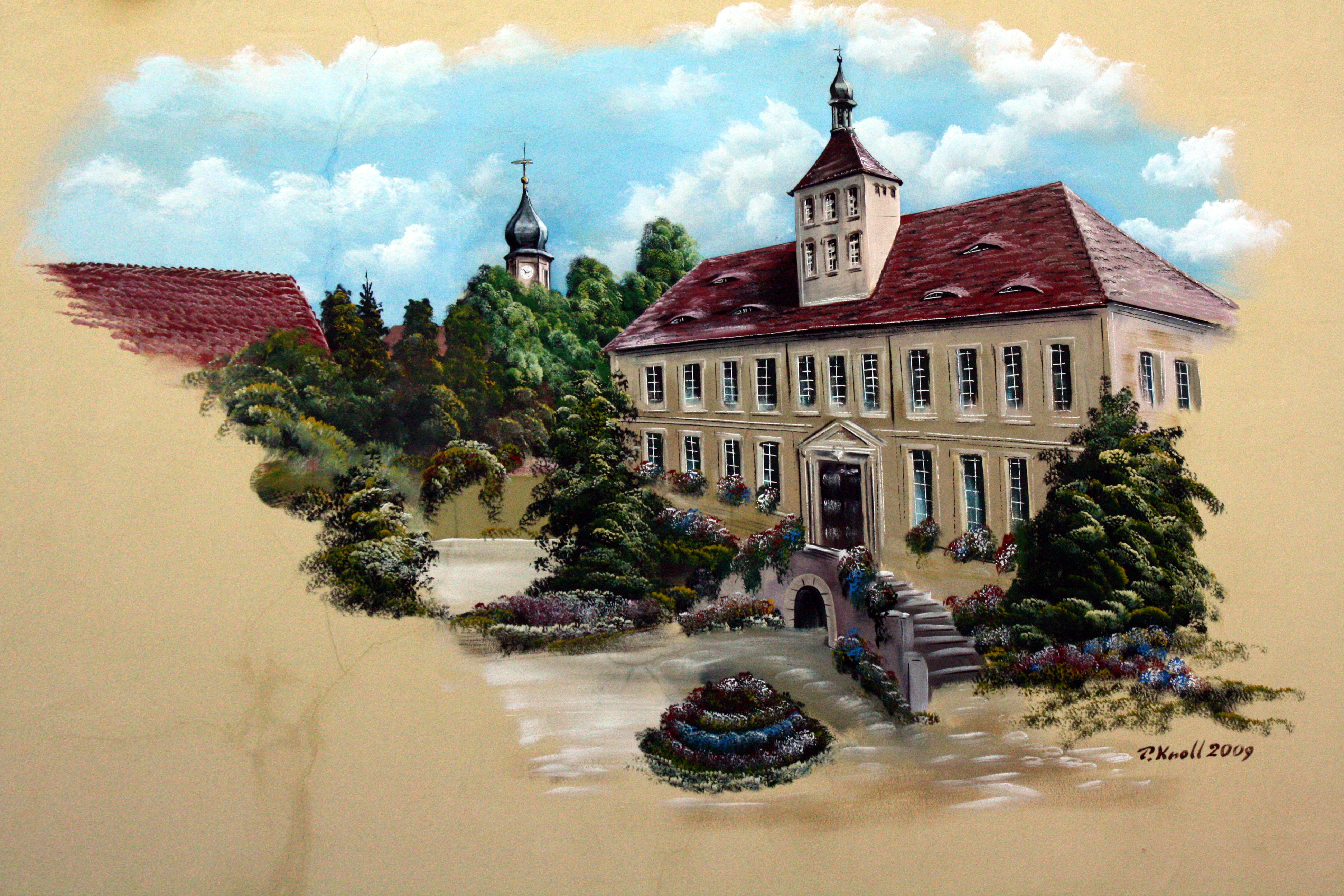
Schloss Pölzig

Zur Schaffung der standesmäßigen Voraussetzungen für eine Ehe mit Luise wurde Alexander von Hanstein am 19. Juli 1826 von Herzog Friedrich von Sachsen-Altenburg, nach Luises Gutsbesitz im Altenburger Land, zum Grafen von Pölzig und Beiersdorf erhoben. Das kleine, zwischen Gera und Altenburg gelegene Gut Pölzig und Beiersdorf umfasste das mitten im Dorf Pölzig stehende Schloss Pölzig.
Am 18. Oktober 1826 heirateten Alexander und Luise in St. Wendel, der Residenzstadt des kleinen Fürstentums Lichtenberg. Sie lebten im dortigen Schloss und verbrachten einige glückliche Jahre. Die Ehe blieb kinderlos und der Kontakt zu Luises in Coburg gebliebenen Kindern Ernst und Albert aus erster Ehe blieb ihnen untersagt.
Am 30. August 1831 starb Luise. Herzog Ernst verkaufte das Fürstentum Lichtenberg 1834 gegen eine Rente von 80 000 Talern an das Königreich Preußen. Alexander ging in preußische Dienste und war zunächst Rittmeister beim Regiment der Garde-Cürrassier in Potsdam. Weniger als zwei Jahre später heiratete er die 21-jährige Marie Therese von Carlowitz aus Greiz. Die Hochzeit fand am 18. April 1833 in Coburg statt. Als Graf und Gräfin von Pölzig bewohnten sie danach sein Schloss Pölzig und bekamen drei Kinder:
- Maximilian Anton (* 18. Februar 1834; † zwischen 1865 und 1871; 17. März 1865 N. N.); Leutnant[3] im Regiment der Gardes du Corps, 13. Dezember 1856 Abschiedsbewilligung[4]; Mitglied des Vereins für Pferdezucht und Pferdedressur Berlin[5]
- Clara Henriette Marie (* 3. April 1835; † 25. April 1879)
- Thekla Marie Agnes (* 29. November 1841; † 4. April 1903)

Am 15. Oktober 1833 verkauften Alexander und sein Bruder Ludwig von Hanstein das Rittergut Einberg an den Kanzleirat Carl Friedrich August Briegleb.
Am 22. April 1845 starb Marie Therese in Naumburg. Drei Jahre später wandte er sich an seinen Stiefsohn Albert, der inzwischen Ehemann der Königin Viktoria von Großbritannien geworden war, und beklagte sich, dass er in dem einst mit Herzog Ernst geschlossenen Vergleich übervorteilt worden sei. Prinz Albert erkannte an, dass Alexander damals „ungeheuer geprellt“ worden sei, und bewilligte ihm eine Pension.
Von Beginn 1851 unter der Firmierung des Garde-Landwehr-Cavallerie-Regiment, als Major zunächst, bis 1854 war Alexander Freiherr von Hanstein, Graf Pölzig, wieder aktiver Offizier, und zwar dann als Oberstleutnant sowie Kommandeur der in das 1. Garde-Ulanen-Regiments mit Standort in Potsdam neu benannten militärischen Formation. 1853 erhielt den Stanislaus-Orden 2. Klasse mit kaiserlicher Krone. 1874 datiert für ihn die Auszeichnung des Großherzoglichen Hausorden der Wachtsamkeit oder vom weißen Falken.
Alexanders zweite Tochter Clara heiratete am 13. Juli 1854 auf Schloss Pölzig den britischen Reeder George Acland Ames aus Clifton bei Bristol. Das Paar zog nach Clifton und bekam dort fünf Kinder. Dann begann die Ehe offenbar zu kriseln, denn das sechste Kind, Hans, wurde am 30. April 1869 in Berlin geboren. Da Ames ihn nicht als seinen Sohn anerkannte, bekam Hans den Nachnamen Poelzig. Im Juli 1869 wurde die Ehe zwischen Clara und Ames in London geschieden. Clara kehrte nach Pölzig zurück, lebte als „die junge Gräfin“ auf dem Schloss und starb 10 Jahre später in Beiersdorf. Hans Poelzig wuchs bei Pflegeeltern in Berlin auf und wurde ein berühmter Architekt und Bühnenbildner.
Am 18. April 1884 starb Alexander in Schmölln. Das Schloss Pölzig erbten die in England wohnenden Kinder von Clara Ames.